# فرودگاه جانتزر
فرودگاه جانتزر (به انگلیسی: Jantzer Airport) یک فرودگاه خصوصی است . این فرودگاه در کشور ایالات متحده آمریکا قرار دارد و در ارتفاع ۲۹۸ متری از سطح دریا واقع شده‌است.